# 吉田稔麿
吉田稔麿（天保12年閏1月24日（1841年3月16日） - 元治元年6月5日（1864年7月8日）），幕末長州藩的活動家。名榮太郎，諱秀實，字無逸，雅號風萍軒（ふうひょうけん)。曾化名為松村小介、松里勇、岩間水之允及関口敬介。文久3年（1863年）改名為稔麿（年麿、稔丸）。與久坂玄瑞、高杉晋作一起並稱為松陰門下三秀。

## 生平
為萩藩松本村新道十三組中間吉田清内的長子，是名喜歡閒談，個性謹慎厚重的人物。
9歲在久保五郎左衛門的村塾學習，與後來的伊藤博文同窗。13歲時跟隨父親入江戶藩邸打工補貼家用，見證了黑船來航，也學習寶藏院流槍術和柳生新陰流劍術。
安政3年2月歸鄉，同年11月，16歲的榮太郎進入吉田松陰的松下村塾學習，其才能深得松陰喜愛。
安政4年9月末奉藩命出江戶，在桂小五郎任塾頭的齋藤道場練兵館學習神道無念流劍術。
安政5年（1858年）松陰遭到逮補，吉田為了保護親族一門於是暫時離開老師的村塾。（關於此事，留有隔年時，吉田在江戶透過位於隔壁住家的小洞向被關的松陰告別的故事。）
萬延元年（1860年）10月脱藩。輾轉數地之後，於文久元年8月進入幕臣旗本妻木田宮家做佣人，以收集幕府情報。 文久2年（1862年）夏，脱藩之罪得到赦免，歸藩投身尊攘運動。另外，同年10月吉田也參加松陰的慰靈祭。
文久3年（1863年）6月，參加高杉晉作創設的奇兵隊。7月創設由賤民構成的屠勇隊。8月時，在朝陽丸 (軍艦)事件中，吉田身著直垂、頭戴烏帽子入船中與其交涉成功。八月十八日政變之後，為長州藩與幕府之間的調停而來往奔走。
元治元年（1864年）6月5日的池田屋事件中，吉田也有出席，有一度為了返回屯所而外出，結果遇上新選組包圍整個池田屋的四周，吉田力戰而死。另一種說法是，吉田在池田屋受到襲擊後，前往長州藩邸企圖通知他們，但藩卻重門深鎖，吉田遂於門前自殺。不過最近的說法是吉田回到長州藩邸後，從逃走者那邊聽到有異變，於是前往池田屋時在加賀藩邸前突遇會津藩兵而被他們殺死。享年24歲。
後來，松下村塾的同學、之後也成為明治元勲的品川弥二郎（子爵）說過「如果稔麿還活著的話一定能成為總理大臣」。
池田屋殉難墓碑在三緣寺（京都市左京區岩倉花園町）。吉田的墓則在京都靈山護國神社（京都市東山區清閑寺靈山町）・護國山（萩市椿東椎原）・俊光寺（萩市北古萩町）・櫻山神社（下關市上新地町）・朝日山招魂場（山口市秋穂二島・現朝日山護國神社）等五個場所。
明治24年（1891年）贈從四位。

## 登場作品
影視劇
- 維新之曲（日语：維新の曲）（1942年、大映、演：尾上菊太郎）
- 新選組（1958年、東映、演：加賀邦男）
- 壯烈新選組 幕末動亂（日语：壮烈新選組 幕末の動乱）（1960年、東映、演：若杉惠之助）
- 新選組始末記（1963年、大映、演：水原浩一）
- 幕末（1964年、TBS、演：井川比佐志）
- 新選組血風錄（日语：新選組血風録 (テレビドラマ)#1965年版）（1965年、NET、演：遠山金次郎）
- 新選組（1969年、東寶、演：杣英二郎）
- 燃劍（日语：燃えよ剣#1970年版）（1970年、NET、演：楠年明）
- 登勢（日语：お登勢 (小説)#TBSドラマ）（1971年、TBS、演：橋本功）
- 鞍馬天狗（日语：鞍馬天狗 (1974年のテレビドラマ)）（1974年、NTV、演：早川純一）
- 花神（日语：花神 (NHK大河ドラマ)）（1977年、NHK大河劇、演：山口純平）
- 新選組始末記（日语：新選組始末記#テレビドラマ（1977年））（1977年、TBS、演：湯原一昭）
- 德川一族的崩壞（日语：徳川一族の崩壊）（1980年、東映、演：司裕介）
- 沖田總司 華麗的暗殺者（1982年、CX、演：林溫（日语：林ゆたか））
- 龍馬來了（日语：竜馬がゆく#1982年版）（1982年、TX、演：佐藤佑介（日语：佐藤佑介 (1959年生)））
- 新選組（1987年、ANB、演：押切英樹）
- 新選組血風錄（日语：新選組血風録 (テレビドラマ)#1998年版）（1998年、ANB、演：小木茂光）
- 德川慶喜（1998年、NHK大河劇、演：加納詞桂章（日语：加納明））
- 登勢（日语：お登勢 (小説)#NHKドラマ）（2001年、NHK、演：平井真軌）
- 新選組！（2004年、NHK大河劇、演：佐藤一平）
- 龍馬傳（2010年、NHK大河劇、演：松本實（日语：松本実））
- 新選組血風錄（日语：新選組血風録 (テレビドラマ)#2011年版）（2001年、NHK-BS、演：神田敦士）
- 八重之櫻（2013年、NHK大河劇、演：石川雄亮）
- 花燃（2015年、NHK大河劇、演：瀨戶康史）